# ギー・ド・パンティエーヴル
ギー・ド・ブルターニュ（Guy de Bretagne, 1287年 - 1331年3月27日）またはギー7世・ド・リモージュ（Guy VII de Limoges）は、リモージュ子爵（在位：1314年 - 1317年）、パンティエーヴル伯（在位：1317年 - 1331年）。

## 生涯
ギーはブルターニュ公アルテュール2世とリモージュ女子爵マリーの次男としてシャイヨで生まれた。

### ブルターニュ公との争い
ギーの兄ブルターニュ公ジャン3世はイサベル・デ・カスティーリャと結婚し、結婚祝いとしてイサベルにリモージュ子爵領を与えた。ギーは、母マリーから相続したこの領地の贈与を認めることを拒否した。この領地はギー自身にも相続権があったためである。結婚から数年経ってもイザベルには子供がおらず、ジャン3世は1314年3月に子爵領を弟ギーに与えた。イザベルは教皇に抗議し、教皇は1314年9月1日に勅書で領地の返還を求めた。イザベルは1317年に子爵領を返還され、ジャン3世はそれに対する補償としてギーにパンティエーヴル伯領を与えた。

### 最初の結婚
1318年、ギーはゴエロ女領主ジャンヌ・ダヴグール（1300年 - 1327年）と結婚した。ジャンヌはアヴグール領主アンリの娘で、ギーとの間に1女が生まれた。
- ジャンヌ（1319年 - 1384年） - パンティエーヴル女伯、ブルターニュ女公。1337年にシャルル・ド・ブロワ＝シャティヨン（1319年 - 1364年）と結婚した[1]。

ギーは自身の領地と妻のゴエロの領地を統合することで、ブルターニュ北部で大きな政治的権力を固めた。

### 2度目の結婚
1327年に最初の妻ジャンヌは死去した。ギーはジャンヌ・ド・ベルヴィルと再婚したが、一族からの訴えと、1330年2月10日からヴァンヌ司教およびレンヌ司教によって行われた調査の結果、1330年に教皇ヨハネス22世によって結婚は無効とされた。

### 3度目の婚約
1331年2月12日、教皇はギーに「四旬節中」にフランス王フィリップ6世の姪マリー・ド・ブロワと結婚することを許可した。ギーは1331年3月26日火曜日に再婚前に急死した。娘ジャンヌ・ド・パンティエーヴルが継承した。
ギーは妻の一族の墓所であるガンガンのコルドリエ教会に埋葬された。